# احمد عبدالله محمد سامبی
احمد عبدالله محمد سامبی (زاده ۵ ژوئن ۱۹۵۸) معروف به آیت‌الله سامبی سیاست‌مدار، روحانی مسلمان سنی و رئیس‌جمهور سابق اتحاد قمر است. او در ۱۴ مه ۲۰۰۶ با کسب ۵۸.۰۲٪ آراء در انتخابات سراسری رئیس‌جمهور این کشور شد.
به قدرت رسیدن او حاصل نخستین انتقال مسالمت‌آمیز قدرت، پس از کودتاهای متوالی در کشور اتحاد قمر بود. او همچنین نخستین رئیس کشور کومور است که از انجوان می‌آید، جزیره‌ای که در سال ۲۰۰۱ درخواست خود برای جدا شدن از اتحاد قمر را کنار گذاشت.
سامبی مانند اکثر اهالی دیگر قمر مسلمان سنی است و لقب آیت‌الله را به خاطر اقامت و تحصیلش در شهر قم بر او نهاده‌اند. او در قم در مورد نظریهٔ سیاسی اسلام مطالعه می‌کرد. پس از آن تحصیلاتش را در سودان و عربستان سعودی پی گرفت.

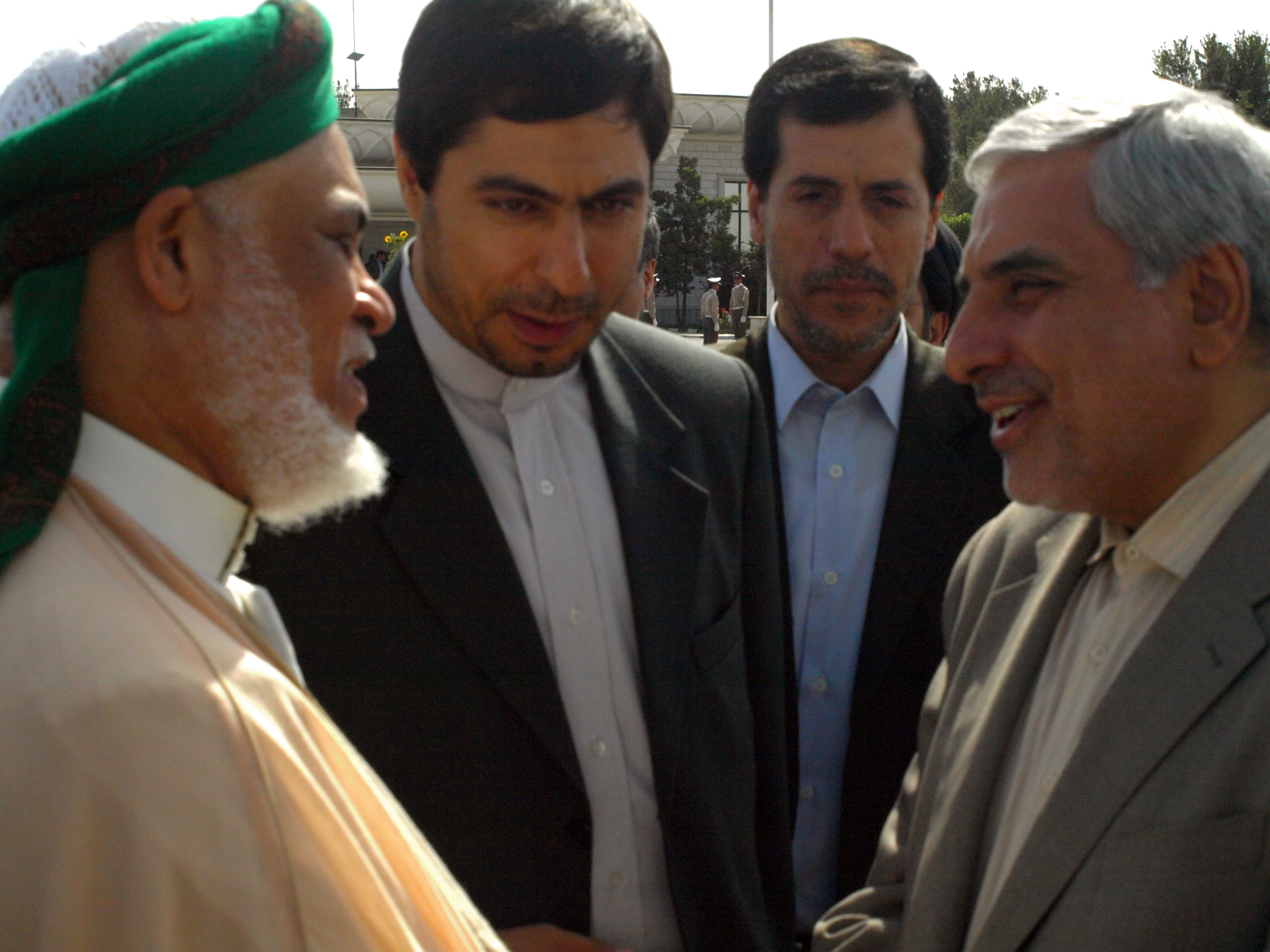
سامبی در مشهد